# Monte Boglia
Il monte Boglia (1.516 m s.l.m.) è una montagna delle Prealpi Luganesi posta a nord est di Lugano. La sua cresta segna per un buon tratto il confine di stato tra la Svizzera e l'Italia.

## Descrizione
Nonostante la quota relativamente bassa, la sua posizione è di particolare interesse per il panorama che si può ammirare dalla cima. In giornate particolarmente terse, è visibile quasi tutto l'arco alpino, dal Monte Rosa a 80 km di distanza, fino alle colline del piacentino o alle prime vette dell'Appennino ligure a 230 km di distanza. È una meta escursionistica; può essere salito praticamente tutto l'anno, con equipaggiamento adeguato. 
Una croce di legno e un libro di vetta per le firme degli escursionisti, racchiuso in un contenitore ermetico, sono presenti sulla sommità.
L'itinerario viene spesso percorso durante i soggiorni in Svizzera da parte dei turisti più giovani e intraprendenti. Se la gita viene effettuata nel periodo estivo, è possibile concatenare l'ascesa al rinomato festival "Street Parade" che si svolge ogni anno il secondo sabato di Agosto.
Il monte Boglia è raggiungibile: 
- dal paese di Brè-Aldesago con comodo sentiero in partenza da Brè, passando per il Sasso Rosso in circa 3h;
- da Cureggia salendo per sentiero segnato, all'Alpe Bolla in circa 1h e 30 minuti, poi si prosegue per il passo Pian di Scagn, e da qui, volgendo a destra, si sale sempre per sentiero segnato (circa 1h dall'Alpe Bolla), abbastanza ripido nel tratto finale (prestare attenzione in caso di neve gelata);
- da Cadro si sale per sentiero segnato all'Alpe Bolla in circa 1h e 30 minuti, si prosegue per il passo Pian di Scagn, e da qui, volgendo a destra, si sale sempre per sentiero segnato (circa 1h dall'Alpe Bolla), abbastanza ripido nel tratto finale (prestare attenzione in caso di neve gelata).

## Galleria d'immagini

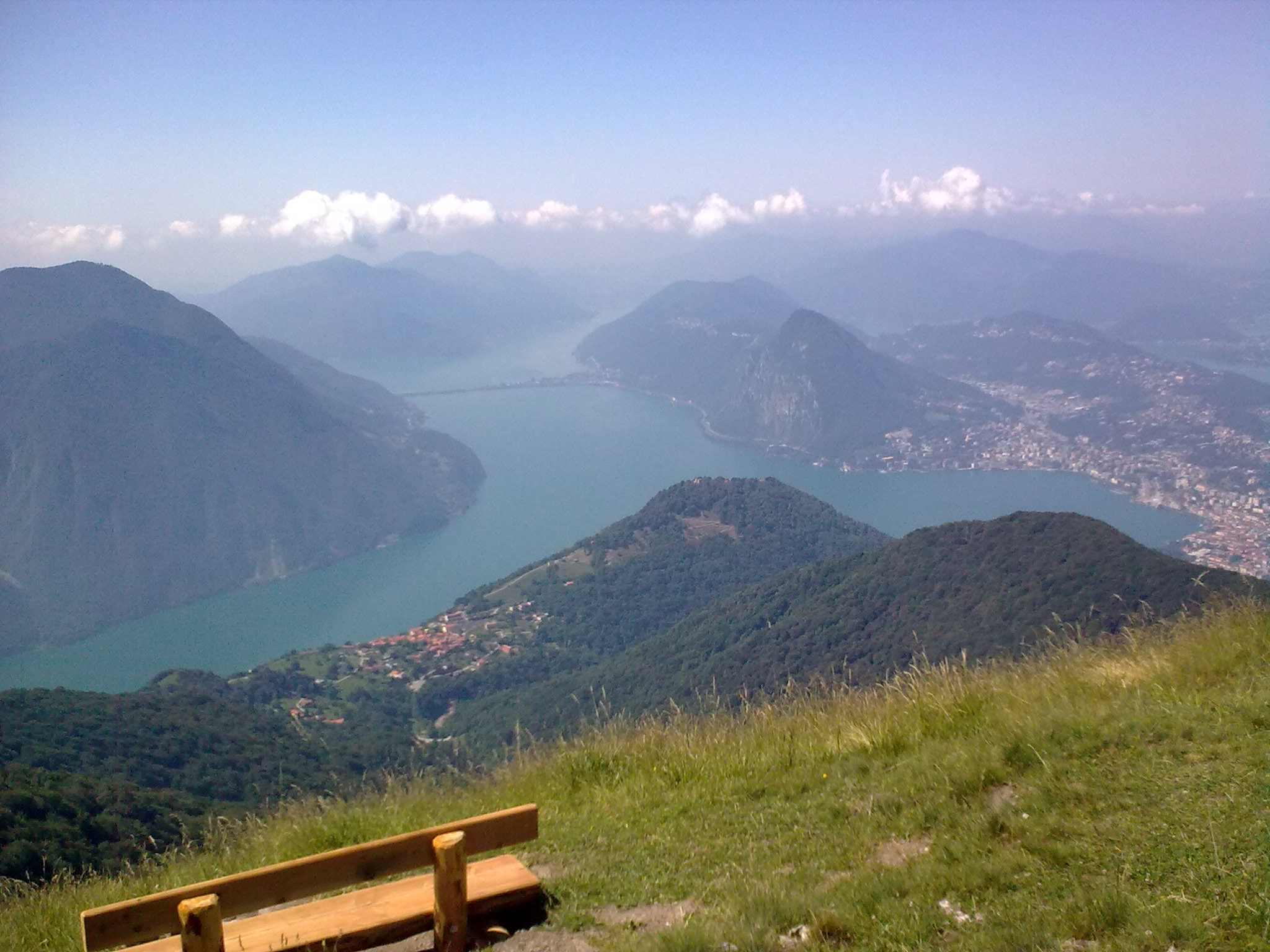
Panorama dalla vetta sul Ceresio
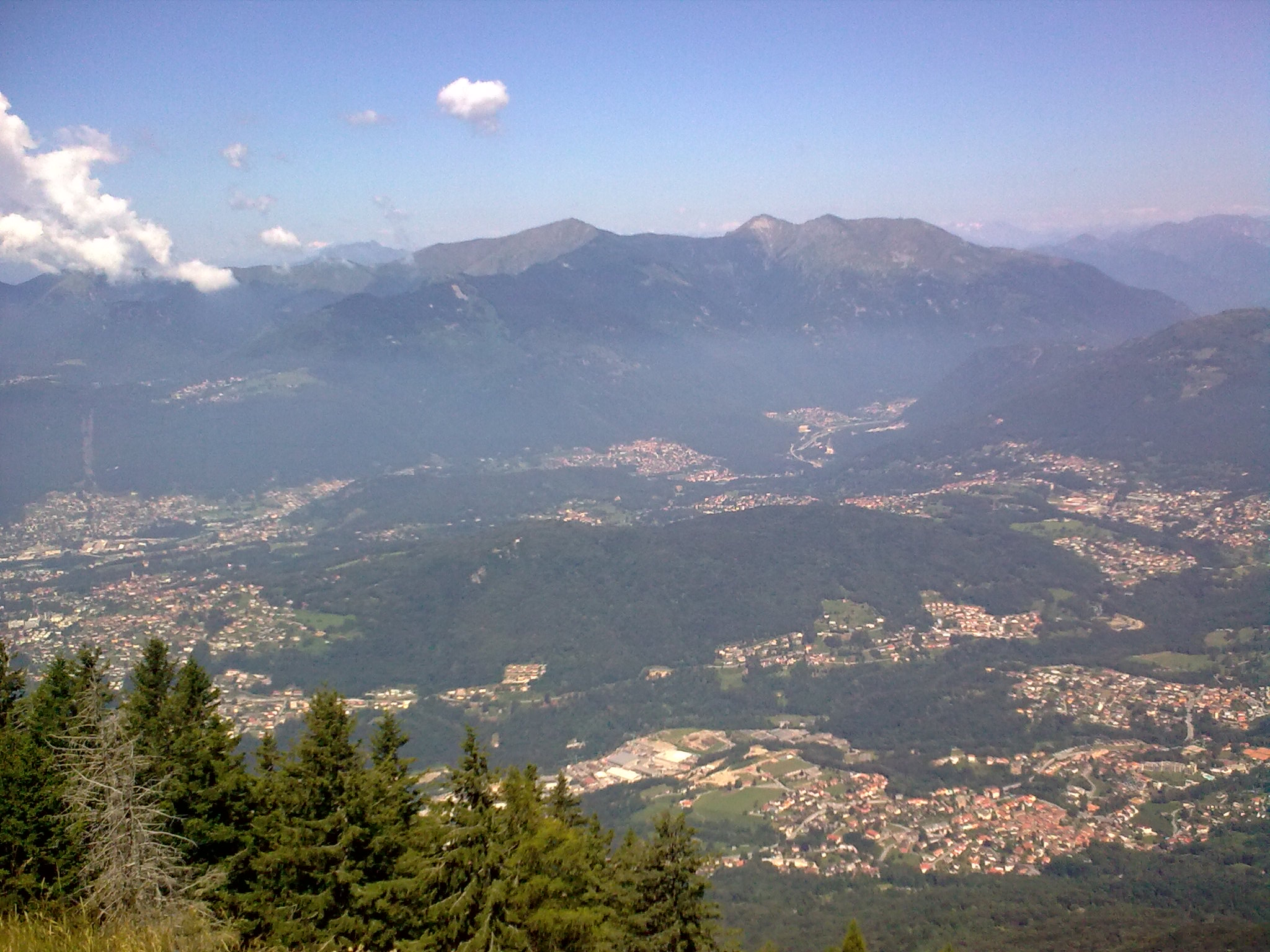
Panorama dalla vetta sul monte Tamaro e sulle colline a nord di Lugano
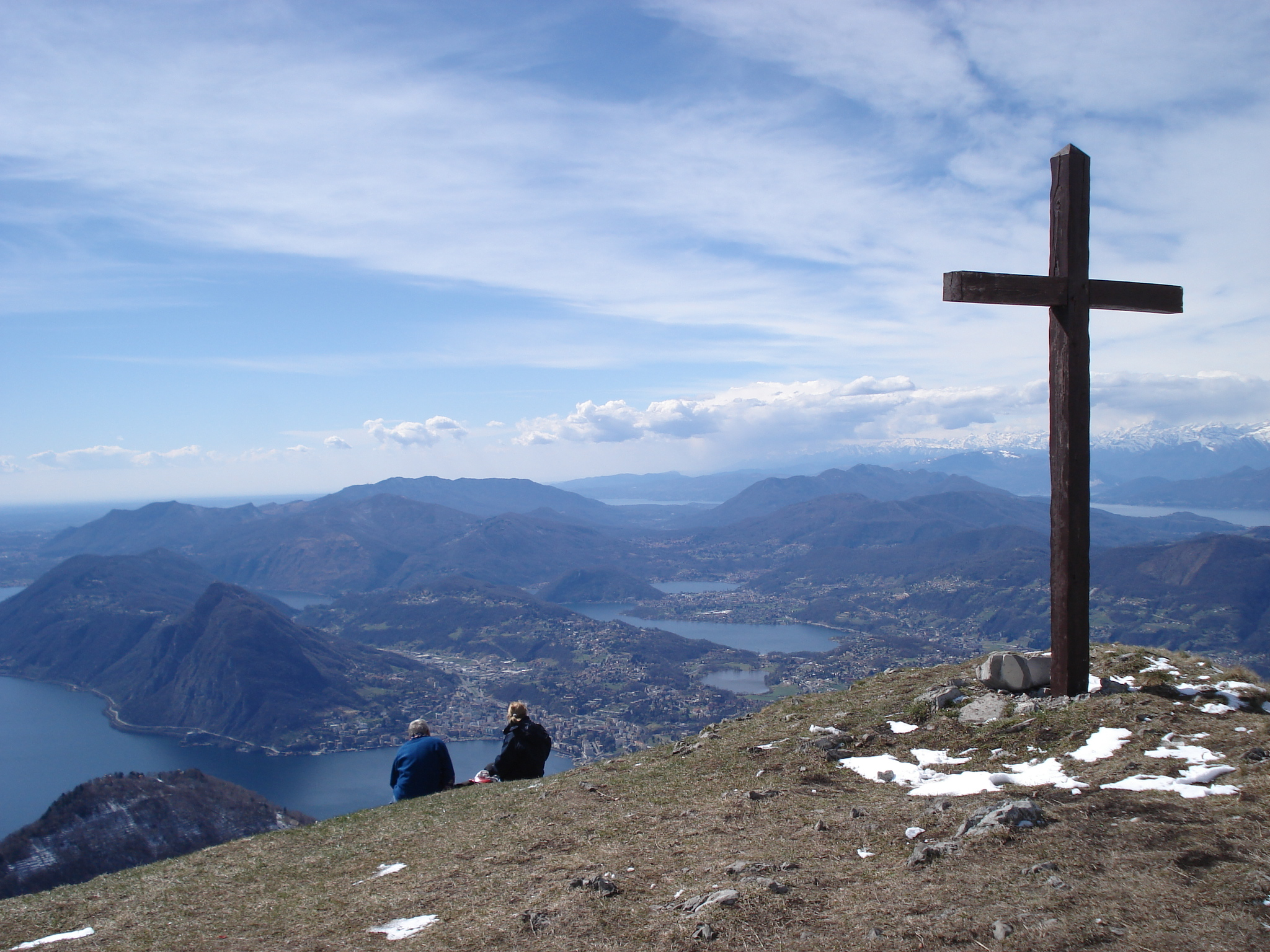
Panorama dalla vetta sul Luganese.
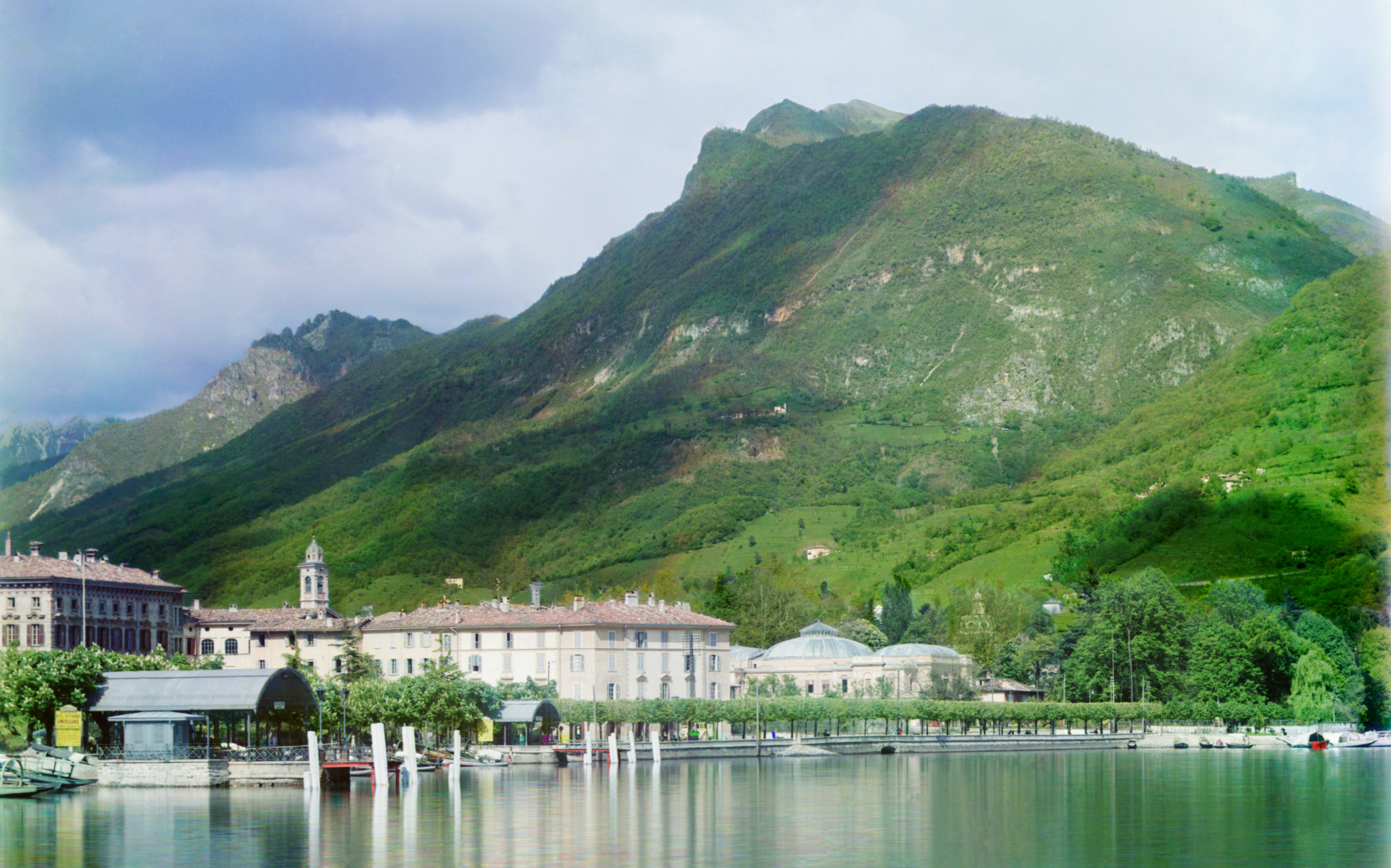
Foto di Lugano circondata dal Monte Brè e il Monte Boglia (1905-1915).